# Жіночий ансамбль "Мелодія"
Мелодія — жіночий ансамбль Сокирянського районного Будинку народної творчості і дозвілля Чернівецька область.

## Творча біографія
Створений восени 1966 року при Сокирянському районному Будинку культури. Його попередником був жіночий квартет. Поступово в нього вливалися нові учасники художньої самодіяльності. Над його становленням працювали два керівники: самодіяльні композитори Давиденко Володимир Олександрович (пізніше удостоєний звання «Заслужений працівник культури України») — директор Сокирянського кам'яного кар'єру (зона утримання ув'язнених) і Мафтуляк Михайло Васильович, (теж згодом удостоєний звання «Заслужений працівник культури України») — директор Сокирянської музичної школи та аматори й ініціатори створення ансамблю: Зоряна Чайкіна, Ольга Душкевич, Елеонора Смольницька, Ольга Мафтуляк, Ніна Шульга…

## Мистецькі досягнення
Схвально сприйняли сокирянці перший виступ «Мелодії», яка згодом стала лауреатом обласного конкурсу-фестивалю самодіяльних колективів, а в 1967 році знову перемогла на обласному огляді-конкурсі і отримала запрошення виступити у Києві, де з успіхом були виконані пісні «Далека зоре» Володимира Давиденка та «Привітальна» Михайла Мафтуляка і здобута перша вагома відзнака: бронзова медаль та Диплом ІІІ ступення республіканського конкурсу…

## Нове поповнення ансамблю
Згодом у колектив, яким продовжував керувати заслужений працівник культури України М. В. Михайло Мафтуляк, влилися нові учасники — Лідія Вережан, Лариса Гуменна, Зінаїда Ярова, Лідія Погребняк, Валентина Вайпман, Лілія Стріжчук, Людмила Корчова, Євгенія Георгіян…
«Мелодія» надовго посідала провідне місце в культурно-мистецькому житті Сокирянщини. Її візитною карткою стала пісня «Сокиряни» на слова українського журналіста, літератора Михайла Брозинського Брозинський Михайло Федорович і композитора Михайла Мафтуляка, у якій є такі рядки:
Де цвітуть троянди, де пливуть тумани,
Де каштани білі сяйвом виграють, -
В ранішнім серпанку рідні Сокиряни
Над Дністер-рікою гордо устають.